# Enrico Follis
Enrico Follis (1893 – 23 aprile 1916) è stato un calciatore italiano, di ruolo attaccante.

## Biografia
Ragioniere, sposato con Caterina Abel, partecipò alla Grande guerra da sottotenente. Il 25 settembre 1915 fu ferito sull'altura di Santa Maria lungo il fronte isontino; morì il giorno di Pasqua del 1916 colpito in pieno petto.

## Carriera
Enrico Follis iniziò a giocare nel F. C. Junior di Torino, che nel 1909 disputò il Campionato Italiano di Seconda Categoria, a cui potevano aderire anche le prime squadre delle società minori, arrivando secondo dietro la squadra riserve della Juventus nel girone eliminatorio torinese.
Nella stagione 1910-1911 giocò nel F. C. Piemonte il Campionato di Prima Categoria, disputando più partite della prima sezione, tra cui Juventus-Piemonte 1-1 del 27 novembre 1910, Piemonte-Juventus 1-1 del 12 febbraio 1911, incontro inaugurale del nuovo Campo di Villa Rignon, segnando il primo gol in assoluto nell'impianto, Inter-Piemonte 4-2 del 19 febbraio, segnando un altro gol, e Piemonte-Torino 2-1 dell'11 giugno, segnando la rete della vittoria.
Nella stagione 1911-1912 giocò sempre in prima squadra del F. C. Piemonte più giornate del Campionato di Prima Categoria, tra cui Piemonte-Torino 1-2 del 29 ottobre 1911, Piemonte-US Milanese 1-1 del 5 novembre, Piemonte-Torino 0-3 del 14 gennaio 1912 e Juventus-Piemonte 5-2 del 24 marzo, in quest'ultima segnando un gol.

## Statistiche

### Presenze e reti nei club
| Stagione        | Club            | Campionato      | Campionato | Campionato | Campionato |
| Stagione        | Club            | Comp            | Pres       | Reti       |            |
| --------------- | --------------- | --------------- | ---------- | ---------- | ---------- |
| 1909            | Junior Torino   | SC              | ?          | ?          |            |
| 1910-1911       | Piemonte        | PC              | 4+         | 3          |            |
| 1911-1912       | Piemonte        | PC              | 4+         | 1          |            |
| Totale Piemonte | Totale Piemonte | Totale Piemonte | 8+         | 4          |            |
| Totale Carriera | Totale Carriera | Totale Carriera | 8+         | 4          |            |